# Grand Prix moto d'Italie 2000
Le Grand Prix moto d'Italie 2000 est le sixième rendez-vous de la saison 2000 du championnat du monde de vitesse. Il s'est déroulé sur le circuit du Mugello du 26 au 28 mai 2000.
C'est le 52e Grand Prix moto d'Italie.

## Classement final 500 cm³
| Pos. | Pilote                   | Moto      | Temps/Écart     | Points |
| ---- | ------------------------ | --------- | --------------- | ------ |
| 1    | Loris Capirossi          | Honda     | 44 min 04 s 220 | 25     |
| 2    | Carlos Checa             | Yamaha    | +2 s 876        | 20     |
| 3    | Jeremy McWilliams        | Aprilia   | +8 s 041        | 16     |
| 4    | Nobuatsu Aoki            | Suzuki    | +9 s 631        | 13     |
| 5    | Norifumi Abe             | Yamaha    | +9 s 939        | 11     |
| 6    | Kenny Roberts Jr         | Suzuki    | +10 s 127       | 10     |
| 7    | Régis Laconi             | Yamaha    | +18 s 288       | 9      |
| 8    | Tadayuki Okada           | Honda     | +18 s 401       | 8      |
| 9    | Max Biaggi               | Yamaha    | +26 s 661       | 7      |
| 10   | Sete Gibernau            | Honda     | +27 s 668       | 6      |
| 11   | Jurgen van den Goorbergh | TSR-Honda | +28 s 147       | 5      |
| 12   | Valentino Rossi          | Honda     | +49 s 625       | 4      |
| 13   | José Luis Cardoso        | Honda     | +1 min 15 s 622 | 3      |
| 14   | Sébastien Le Grelle      | Honda     | +1 tour         | 2      |
| 15   | Yoshiteru Konishi        | TSR-Honda | +1 tour         | 1      |
| Abd. | Paolo Tessari            | Paton     | Abandon         |        |
| Abd. | Garry McCoy              | Yamaha    | Abandon         |        |
| Abd. | David de Gea             | Modenas   | Abandon         |        |
| Abd. | Tetsuya Harada           | Aprilia   | Abandon         |        |
| Abd. | Callum Ramsay            | Honda     | Abandon         |        |
| Abd. | Àlex Crivillé            | Honda     | Abandon         |        |
| Abd. | Alex Barros              | Honda     | Abandon         |        |

## Classement final 250 cm³
| Pos. | Pilote             | Moto      | Temps/Écart     | Points |
| ---- | ------------------ | --------- | --------------- | ------ |
| 1    | Shinya Nakano      | Yamaha    | 40 min 30 s 142 | 25     |
| 2    | Olivier Jacque     | Yamaha    | +0 s 786        | 20     |
| 3    | Daijiro Kato       | Honda     | +15 s 283       | 16     |
| 4    | Marco Melandri     | Aprilia   | +15 s 334       | 13     |
| 5    | Franco Battaini    | Aprilia   | +34 s 753       | 11     |
| 6    | Tohru Ukawa        | Honda     | +38 s 003       | 10     |
| 7    | Anthony West       | Honda     | +1 min 01 s 597 | 9      |
| 8    | Naoki Matsudo      | Yamaha    | +1 min 01 s 839 | 8      |
| 9    | Fonsi Nieto        | Yamaha    | +1 min 02 s 068 | 7      |
| 10   | Ivan Clementi      | Aprilia   | +1 min 07 s 095 | 6      |
| 11   | Shahrol Yuzy       | Yamaha    | +1 min 17 s 005 | 5      |
| 12   | Julien Allemand    | Yamaha    | +1 min 21 s 649 | 4      |
| 13   | David Checa        | TSR-Honda | +1 min 38 s 389 | 3      |
| 14   | Adrian Coates      | Aprilia   | +1 tour         | 2      |
| Abd. | Alex Hofmann       | Aprilia   | Abandon         |        |
| Abd. | Jamie Robinson     | Aprilia   | Abandon         |        |
| Abd. | Alex Debón         | Aprilia   | Abandon         |        |
| Abd. | Jay Vincent        | Aprilia   | Abandon         |        |
| Abd. | Johann Stigefelt   | TSR-Honda | Abandon         |        |
| Abd. | Klaus Nohles       | Aprilia   | Abandon         |        |
| Abd. | Sébastien Gimbert  | TSR-Honda | Abandon         |        |
| Abd. | David Garcia       | Aprilia   | Abandon         |        |
| Abd. | Luca Boscoscuro    | Aprilia   | Abandon         |        |
| Abd. | Jarno Janssen      | TSR-Honda | Abandon         |        |
| Abd. | Lucas Oliver Bulto | Yamaha    | Abandon         |        |
| Abd. | Sebastian Porto    | Yamaha    | Abandon         |        |
| Abd. | Ralf Waldmann      | Aprilia   | Abandon         |        |
| Abd. | Marcellino Lucchi  | Aprilia   | Abandon         |        |

## Classement final 125 cm³
| Pos. | Pilote               | Moto    | Temps/Écart     | Points |
| ---- | -------------------- | ------- | --------------- | ------ |
| 1    | Roberto Locatelli    | Aprilia | 43 min 43 s 690 | 25     |
| 2    | Mirko Giansanti      | Honda   | +6 s 212        | 20     |
| 3    | Masao Azuma          | Honda   | +6 s 258        | 16     |
| 4    | Steve Jenkner        | Honda   | +6 s 493        | 13     |
| 5    | Gino Borsoi          | Aprilia | +6 s 494        | 11     |
| 6    | Noboru Ueda          | Honda   | +6 s 821        | 10     |
| 7    | Emilio Alzamora      | Honda   | +6 s 932        | 9      |
| 8    | Arnaud Vincent       | Aprilia | +7 s 038        | 8      |
| 9    | Randy De Puniet      | Aprilia | +7 s 214        | 7      |
| 10   | Gianluigi Scalvini   | Aprilia | +20 s 644       | 6      |
| 11   | Pablo Nieto          | Derbi   | +20 s 945       | 5      |
| 12   | Alex De Angelis      | Honda   | +38 s 950       | 4      |
| 13   | Ivan Goi             | Honda   | +38 s 971       | 3      |
| 14   | Jaroslav Huleš       | Italjet | +39 s 002       | 2      |
| 15   | Toni Elias           | Honda   | +40 s 284       | 1      |
| 16   | Angel Nieto Jr       | Honda   | +40 s 484       |        |
| 17   | Alessandro Brannetti | Honda   | +40 s 522       |        |
| 18   | William De Angelis   | Aprilia | +40 s 757       |        |
| 19   | Reinhard Stolz       | Honda   | +41 s 099       |        |
| 20   | Max Sabbatani        | Honda   | +41 s 186       |        |
| 21   | Marco Petrini        | Aprilia | +42 s 010       |        |
| 22   | Leon Haslam          | Italjet | +1 min 16 s 769 |        |
| 23   | Adrian Araujo        | Honda   | +1 min 39 s 715 |        |
| 24   | Alex Baldolini       | Honda   | +1 tour         |        |
| Abd. | Lucio Cecchinello    | Honda   | Abandon         |        |
| Abd. | Manuel Poggiali      | Derbi   | Abandon         |        |
| Abd. | Youichi Ui           | Derbi   | Abandon         |        |
| Abd. | Simone Sanna         | Aprilia | Abandon         |        |
| Abd. | Marco Tresoldi       | Honda   | Abandon         |        |